# 凯巴布国家森林
凯巴布国家森林（英語：Kaibab National Forest）占地1.6 × 106英畝（6,500平方），位于亞利桑那州中北部，标志着科羅拉多大峽谷的北缘、南缘。它分为三个大区：北凯巴布巡逻区（North Kaibab Ranger District，巡逻办公室位于弗里多尼亚）和南凯巴布巡逻区（South Kaibab Ranger District），由美国国家森林局管辖。其中，南凯巴布巡逻区又进一步分为两个区——萨扬巡逻区（Tusayan Ranger District，办公室位于科羅拉多大峽谷内），以及威廉姆斯巡逻区（Williams Ranger District，办公室位于威廉姆斯）。